# حلبة فوجي

المسار

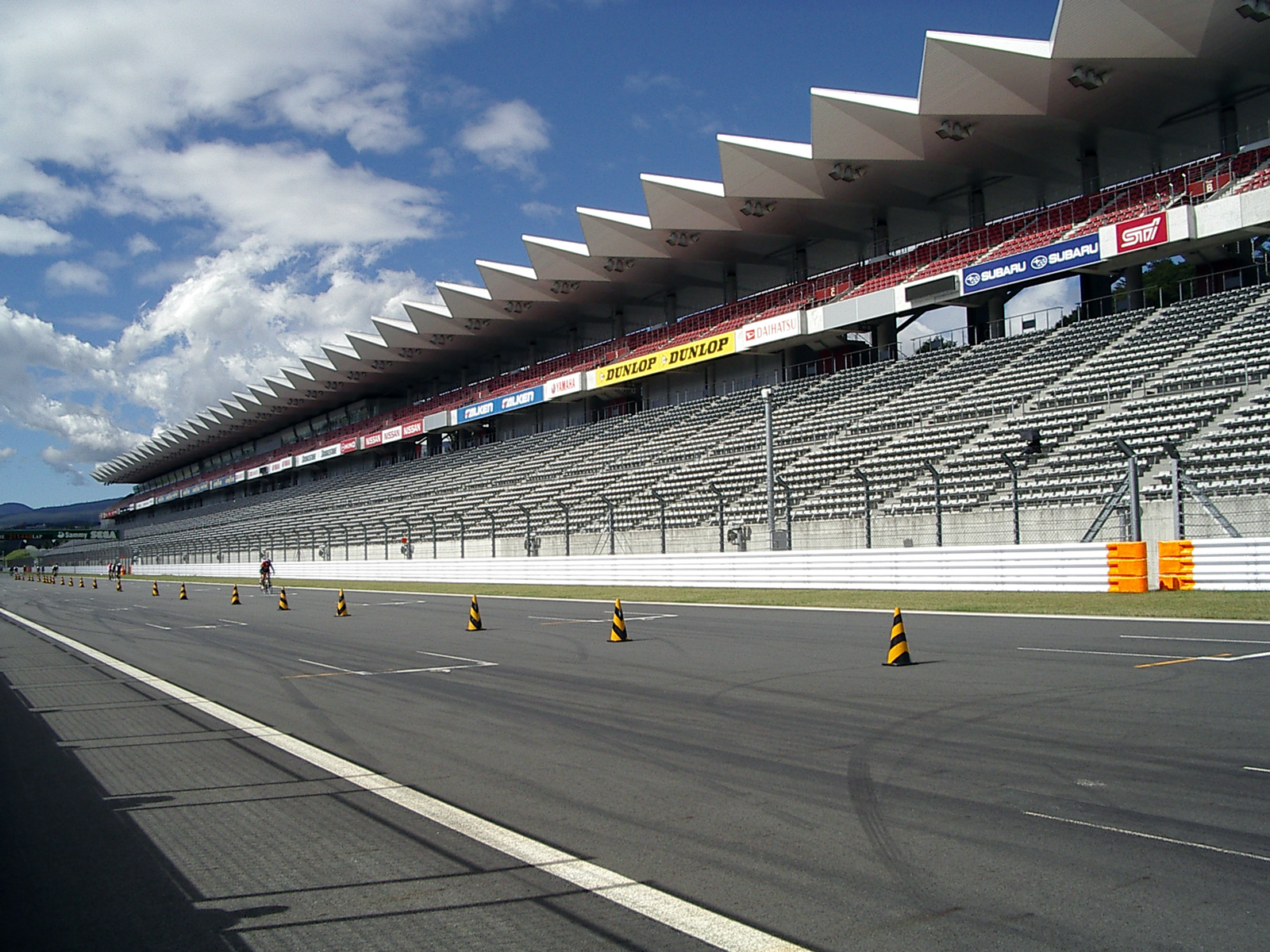
الحلبة

حلبة فوجي (باليابانية: 富士スピードウェイ) هي مضمار سباق لرياضة المحركات الآلية تقع في سفوح جبل فوجي بمحافظة شيزوكا في اليابان. بنيت في أوائل الستينات واستضافت أول سباق فومولا 1 في اليابان سنة 1976. في سنة 2000 استحوذت شركة تويوتا على الحلبة. ثم عادت لتستضيف جائزة اليابان الكبرى في 2007. حقق الألماني ستيفان بيلوف أسرع لفة في تاريخ هذه الحلبة.
تستضيف الحلبة فعاليات نهائي سباق الطرق و سباقات ضد الساعة في منافسات ركوب الدراجات في دورة الألعاب الأولمبية الصيفية 2020، حيث يتسع مدرجاتها لاستقبال 22000 متفرج .